# عطبة (خيران المحرق)

تعديل مصدري - تعديل

عطبة هي إحدى قرى عزلة غربى الخميسين بمديرية خيران المحرق التابعة لمحافظة حجة، بلغ تعداد سكانها 14 نسمة حسب تعداد اليمن لعام 2004.